# Жигарев, Александр Львович
Александр Львович Жигарев (1938—1987) — советский журналист, поэт-песенник, переводчик с польского языка.

## Биография
Родился в семье известного журналиста Льва Викторовича Жигарева — создателя и главного редактора журналов «Знание — сила» и «Техника молодёжи», автора книги «Следы в эфире».
Создал тексты таких известных песен, как «А он мне нравится», «Далёк тот день», «Ждите весну», «Белая черёмуха», «Этот перекрёсток», «Заповедные места». Сотрудничал с известными российскими композиторами, в том числе с Романом Майоровым, Владимиром Шаинским, Игорем Николаевым, Игорем Крутым, Юрием Антоновым, Юрием Лозой. Песни на стихи Жигарева исполняли Анна Герман, Валерий Леонтьев, Юрий Лоза, Александр Серов, Александр Барыкин, Марыля Родович, Ирина Уварова, Николай Караченцов, Сергей Беликов и многие другие. Часть текстов для песен Александр написал в соавторстве с другим поэтом — Сергеем Алихановым, наиболее известная из которых — «Что тебе подарить?». Также является автором первой биографической книги об Анне Герман, с которой в своё время тесно сотрудничал.
Скончался в Варшаве в мае 1987 года. Похоронен на Востряковском кладбище.

## Семья
Жена — Ирина Уварова (род. 1947), певица, педагог. Сыновья — Егор (род. 1960) и Сергей (род. 1969).

## Избранные песни

### Собственные стихи к песням
- «А он мне нравится» (музыка Владимира Шаинского) — исполняет Анна Герман
- «Белая черёмуха» (музыка Вячеслава Добрынина) — исполняет Анна Герман
- «Далек тот день» (музыка Романа Майорова) — исполняет Анна Герман
- «Ждите весну» (музыка Романа Майрова) — исполняет Анна Герман
- «Заповедные места» (музыка Юрия Лозы) — исполняют ВИА «Ариэль», Юрий Лоза
- «Найду тебя» (музыка Романа Майорова) — исполняет Анна Герман
- «Не забыть этот день» (музыка Вячеслава Добрынина) — исполняет Анна Герман
- «Путь к тебе» (музыка Юрия Антонова) — исполняет группа «Земляне»
- «Ты опоздал» (музыка Владимира Шаинского) — исполняет Анна Герман
- «Ты только осень не вини» (музыка Б. Ривчуна) — исполняет Анна Герман
- «Любовь надо беречь» (музыка Владимира Мигули) — исполняют Владимир Мигуля, Игорь Иванов
- «Этот перекрёсток» (музыка Юрия Антонова) — исполняет Юрий Антонов
- «Я помню всё, а ты забудь» (музыка Владимира Шаинского) — исполняет Анна Герман

и многие другие.

### В соавторстве с Сергеем Алихановым
- «Смени пластинку» (музыка Игоря Николаева) — исполняет Александр Барыкин
- «Сядь в любой поезд» (русский текст песни Remedium[8] — для советского альбома «Марыля Родович» (1984)[9]; автор ориг. текста[10] — Magda Czapińska, музыка Северина Краевского) — исполняют Марыля Родович, Ирина Сурина
- «Лежу под грушей» (русский текст песни Święty Spokój[11] — для советского альбома «Марыля Родович» (1984)[9]; автор ориг. текста[12] — Magda Czapińska, музыка Северина Краевского) — исполняет Марыля Родович
- «Суфлёр» (музыка Владимира Шаинского) — исполняет Николай Караченцов, Валерий Леонтьев
- «Что тебе подарить?» (музыка Романа Майорова) — исполняют Николай Караченцов и Ирина Уварова
- «Счастливые случайности» (музыка Олега Сорокина) — исполняет Николай Караченцов
- «Забудем ссоры» (музыка Марклена Беленко) — исполняет Николай Караченцов
- «Признание (Буду я любить тебя всегда)» (музыка Игоря Крутого) — исполняет Александр Серов, Игорь Иванов, группа «Сливки»[13]
- «Кукла» (музыка Владимира Шаинского) — исполняет Ирина Уварова, Ольга Зарубина
- «Тридцать тысяч дней» (музыка Олега Иванова) — исполняет ВИА «Песняры»